# Un-Œil, Double-Œil et Triple-Œil
Un-Œil, Double-Œil et Triple-Œil (en allemand : Einäuglein, Zweiäuglein und Dreiäuglein) est un conte de Jacob et Wilhelm Grimm. Il porte depuis la 2e édition (1819) le numéro KHM 130, et le numéro 46 dans la Petite édition (1825). Il a été repris, traduit en anglais, par Andrew Lang dans son Green Fairy Book (1892) sous le titre Little One-Eye, Little Two-Eyes, And Little Three-Eyes.

## Résumé
Une femme a trois filles ayant respectivement un, deux et trois yeux, d'où leurs surnoms. Double-Œil, qui apparaît « normale », est le souffre-douleur de ses sœurs et de sa mère. Un jour qu'elle garde la chèvre familiale au pré en pleurant de faim et de misère, apparaît une « femme sage » qui lui enseigne une brève formule magique à adresser à la chèvre pour faire surgir une table toute dressée de mets délicieux, et une autre formule pour la faire disparaître. Dès le départ de la femme, Double-Œil expérimente avec succès les formules et déjeune de bon appétit. Elle fait de même les jours suivants, mais ses sœurs s'aperçoivent qu'elle ne mange plus les restes qui lui sont réservés à la maison, et décident de la surveiller. Un-Œil l'accompagne donc sous un prétexte, mais Double-Œil, qui se méfie, lui chante une chansonnette : « Un-Œil, veilles-tu ? Un-Œil, dors-tu ? » qui lui fait fermer son œil unique et l'endort ; pendant son sommeil, Double-Œil déjeune comme elle en a pris l'habitude, puis fait tout disparaître.

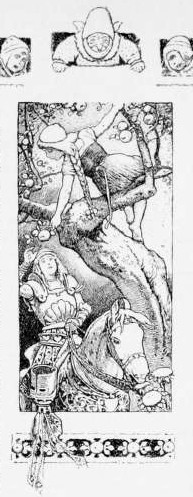
Elle y grimpa et brisa sans aucune difficulté un rameau portant des feuilles d'argent et des fruits d'or, qu'elle tendit au chevalier. (Illustration de Hermann Vogel)

Le lendemain, c'est Triple-Œil qui accompagne sa sœur. Celle-ci essaie de l'endormir à son tour, mais se trompe dans la formule : au lieu de chanter « Triple-Œil, dors-tu ? », elle chante « Double-Œil, dors-tu ? », le résultat étant que le troisième œil de Triple-Œil ne s'endort pas et découvre le manège de Double-Œil pour se rassasier. De retour à la maison, Triple-Œil raconte tout à leur mère qui, hors d'elle de jalousie, tue la chèvre d'un coup de couteau. Double-Œil s'assied sur un muret et pleure : la femme sage apparaît et se fait raconter l'histoire. Elle conseille alors à la jeune fille de se faire remettre les boyaux de la chèvre et de les enterrer près de la porte de la maison. Ainsi est fait : le lendemain matin, un arbre magnifique, aux feuilles d'argent et aux fruits d'or, se dresse à cet endroit. La mère demande à Un-Œil et à Triple-Œil de monter dans l'arbre et de lui cueillir un fruit, mais les pommes d'or se dérobent. Double-Œil essaie à son tour, et redescend de l'arbre avec son tablier plein de pommes qu'elle donne à sa mère, ce qui augmente encore la jalousie et la rancœur de cette dernière.
Un jour passe un jeune chevalier. Les deux sœurs cachent Double-Œil, soi-disant pour qu'elle ne leur fasse pas honte. Le chevalier admire l'arbre magique et déclare que celle des sœurs qui lui en donnera un rameau obtiendra de lui en retour tout ce qu'elle souhaitera. Malgré leurs efforts et bien qu'elles aient déclaré que l'arbre leur appartenait, elles ne parviennent pas à lui cueillir le rameau demandé, ce que le chevalier trouve étrange. Cependant, Double-Œil, qui était cachée dans un tonneau, fait rouler quelques fruits d'or en sa direction. Le chevalier exige qu'elle se montre, la trouve merveilleusement belle, et lui demande à son tour de lui cueillir une branche de l'arbre. La jeune fille y parvient sans difficulté et lui offre un rameau portant des feuilles d'argent et des fruits d'or ; en récompense, elle demande et obtient que le chevalier l'emmène et lui permette d'échapper à son sort misérable. Le chevalier l'installe dans le château royal de son père, et ne tarde pas à l'épouser.
Les sœurs, dépitées, avaient tâché de se consoler à la pensée qu'il leur restait l'arbre magique. Hélas pour elles, dès le lendemain, l'arbre avait disparu : il était allé rejoindre Double-Œil, à la grande joie de cette dernière. Bien plus tard, deux pauvres femmes se présentent un jour au château pour demander l'aumône. Double-Œil reconnaît ses deux sœurs, qui ont sombré dans la misère. Comme elle a bon cœur, elle les accueille et prend soin d'elles, et les sœurs finissent par s'amender et regretter sincèrement le mal qu'elles lui ont fait autrefois.

## Analogies et commentaires
Ce conte, originaire de Haute Lusace, a été publié originellement en 1812 par Theodor Peschek dans les Nouvelles hebdomadaires pour les amis du Moyen-Âge de Johann Büsching. Les frères Grimm l'ont remanié, en éludant notamment la référence à la « fée » et en renforçant ses traits chrétiens. Le conte, qui a remplacé à partir de la 2e édition du recueil des Grimm un autre conte intitulé Le Soldat et le Menuisier, s'apparente au thème de « La Petite Vache de la terre » (Das Erdkühlein ; version anglophone : The Little Red Ox [ou Red Bull en Amérique], AT 511A) et sa première version connue figure dans l'ouvrage de Martin Montanus intitulé Gartengesellschaft (« La Compagnie au jardin », publié vers 1559), sous le nom de La belle histoire d'une dame et de deux enfants. Les frères Grimm ont noté que dans une version rhénane, notée près de Coblence, les sœurs sont au nombre de huit.
Paul Delarue propose, dans Le Conte populaire français une version bourguignonne pour illustrer le conte-type AT 511, La Petite Annette (Eugène Beauvois) ; l'héroïne y a trois demi-sœurs, la fée y est remplacée par la Vierge Marie, la chèvre par un mouton noir, la formule pour faire apparaître la table par une baguette dont il faut toucher le mouton, et les boyaux de la chèvre par le foie du mouton. Nicole Belmont s'appuie sur une version incomplète de ce conte (L'Agneau Martin, recueilli par Paul Sébillot), pour présenter la notion d’anticonte introduite par André Jolles, c'est-dire d'un conte qui ne respecte pas la règle de la fin heureuse et glisse vers le tragique (dans L'Agneau Martin, l'héroïne finit par mourir de faim et le conte s'arrête là). L'anticonte, qui semble associé à des conteurs malhabiles ou à une tradition affaiblie, aurait été fréquent dans l'Antiquité (voir par exemple l'histoire de Pyrame et Thisbé) et dans le monde celtique, et serait un « implicite du conte », l'une de ses deux faces indissociables.

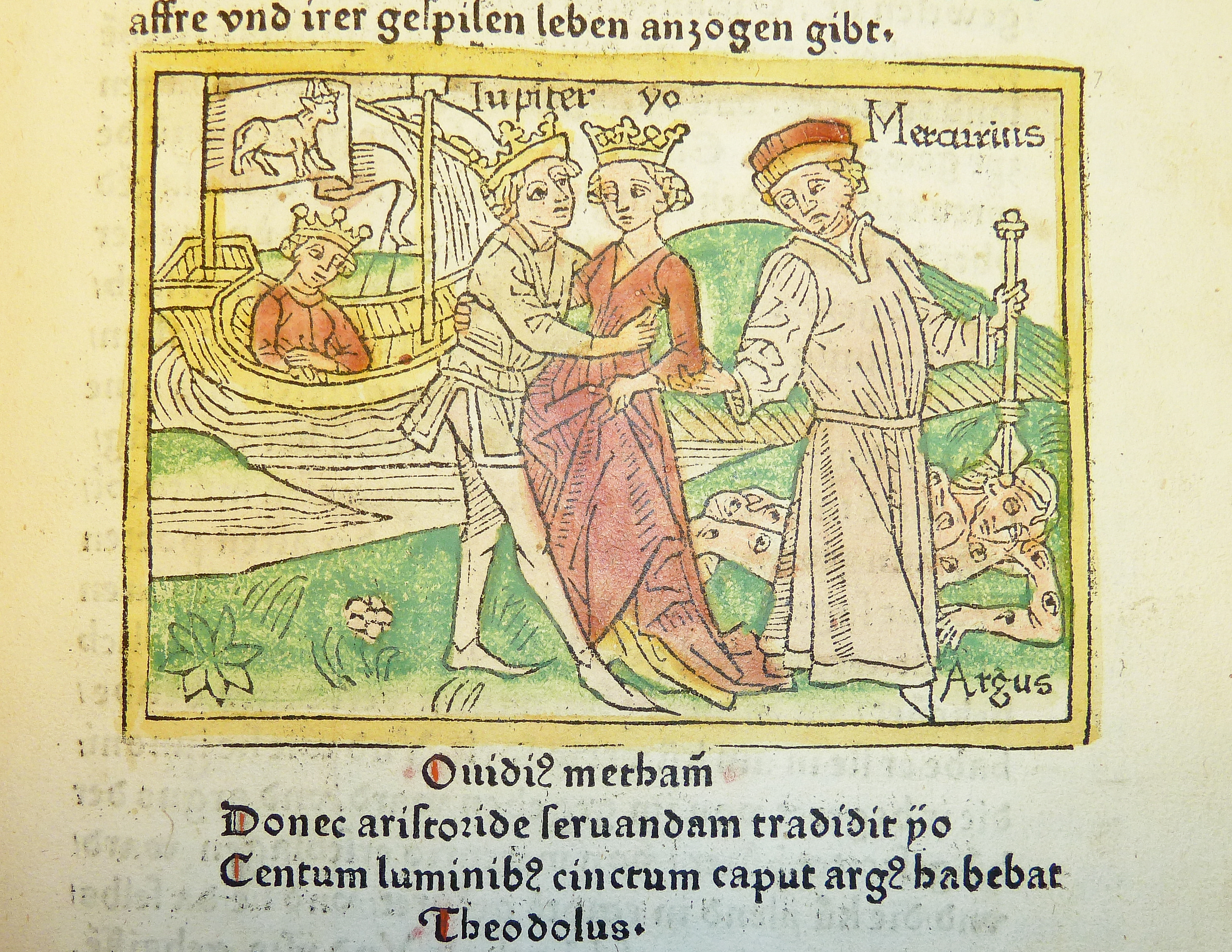
Jupiter, Io, Mercure et Argus (gravure allemande du XV).

Stith Thompson indique que ce conte est souvent considéré comme une variante de Cendrillon (les frères Grimm eux-mêmes avaient noté la similitude) et qu'il se rapproche aussi du conte connu dans le monde anglo-saxon sous le titre de Cap-o'-Rushes (en). Il estime peu probable, contrairement à l'avis de A.H. Krappe (de) (1923), que « ce conte européen moderne » ait un rapport avec le mythe de Phrixos et Hellé. Il remarque encore que, bien que nettement moins répandu que Cendrillon ou Cap-o'-Rushes, le conte se retrouve à travers toute l'Europe, autour de l'Océan Indien et en Afrique du nord, et note l'analogie avec Le Petit Taureau rouge, qui partage lui-même souvent des épisodes avec le conte-type AT 314 (La Fuite magique : Le Jeune Homme changé en cheval).

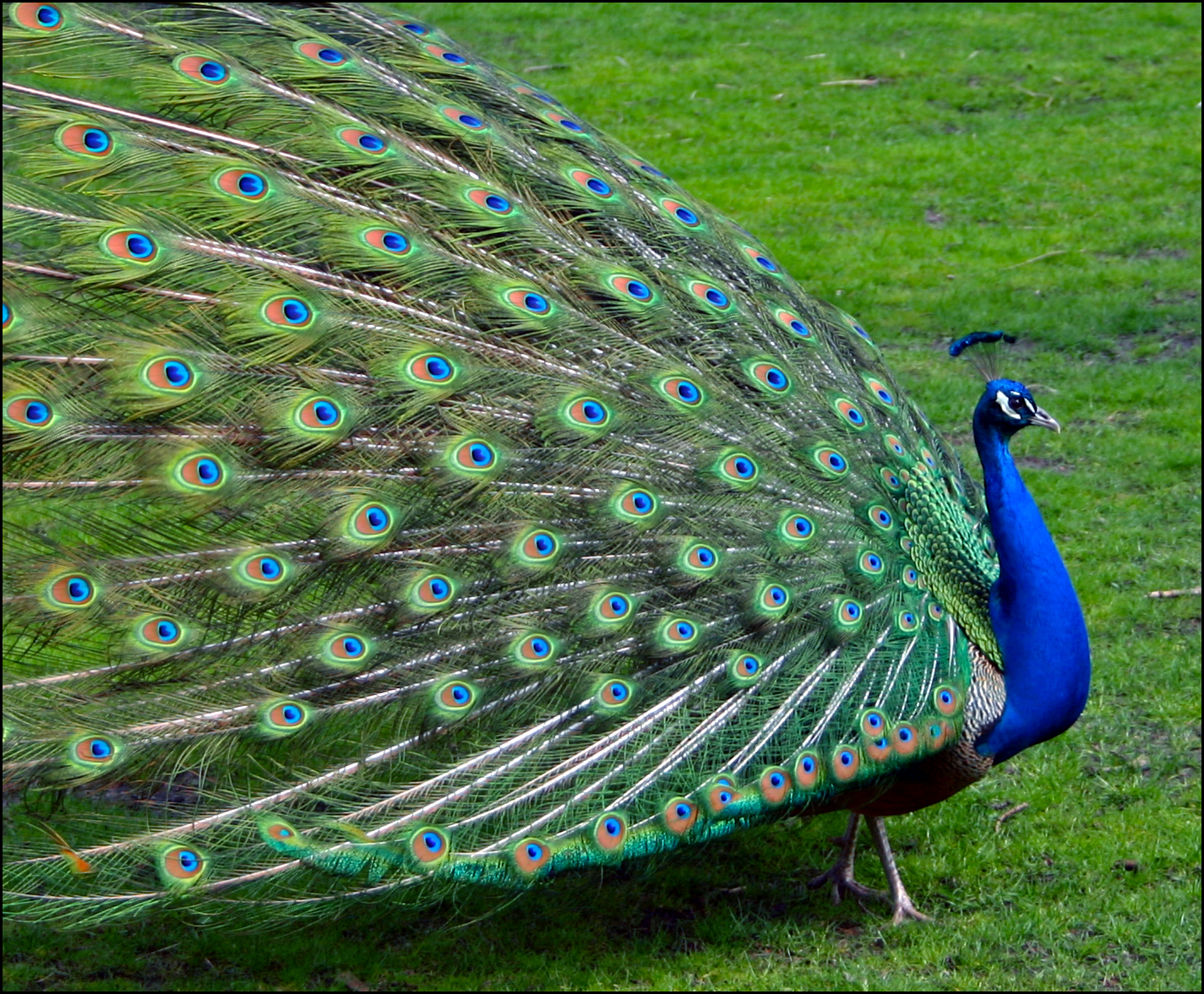
Paon faisant la roue.

D'autres rapprochements avec des mythes gréco-romains ont été tentés (le Cyclope Polyphème, Jupiter-aux-trois-yeux, etc.) Le motif des fruits qui se dérobent rappelle aussi le supplice de Tantale, et la chèvre nourricière, la chèvre Amalthée. La ruse utilisée par Double-Œil pour endormir ses sœurs évoque Hermès (Mercure) endormant Argos aux cent yeux avec sa flûte avant de le tuer ; Héra répandit ensuite les yeux d'Argos sur la queue du paon. Les frères Grimm évoquent aussi à ce sujet Odin.
Comme le rappelle Natacha Rimasson-Fertin, Bolte et Polívka mentionnent deux autres versions de ce conte, l'une de Transylvanie et l'autre de Prusse-Orientale, où l'animal secourable (un taureau ressuscité à partir d'une corne dans le premier cas) file pour l'héroïne. Dans diverses versions scandinaves et françaises, l'héroïne fuit sur le dos du taureau et traverse plusieurs forêts où elle casse une branche d'arbre, ce qui entraîne généralement la mort de l'animal.

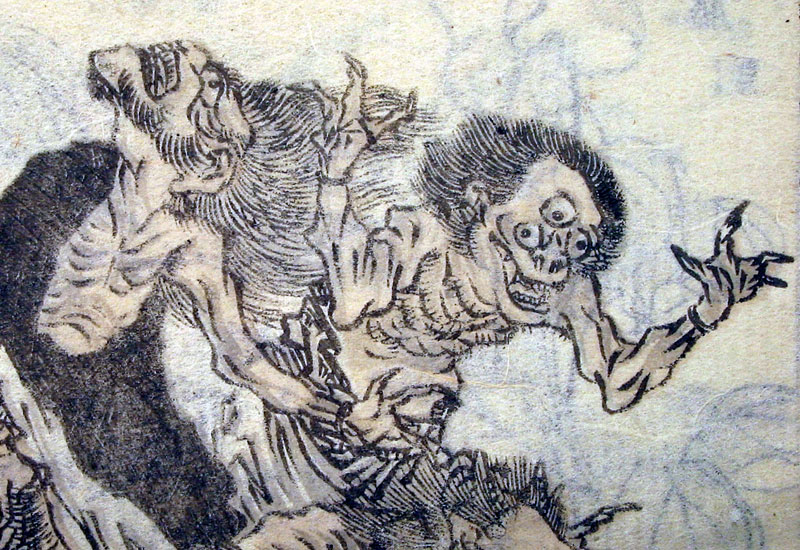
Deux onis ayant, l'un un seul œil, l'autre trois yeux (Hokusai).

Alexandre Afanassiev a publié dans ses Contes populaires russes deux versions russes de ce conte, intitulées en français par Lise Gruel-Apert Petite Miette et La Brunette, et collectées respectivement dans les gouvernements de Koursk et d'Arkhangelsk. Barag et Novikov indiquent en notes que pour le premier récit ont été recensées 23 variantes russes, 13 ukrainiennes et 17 biélorusses, mais que ce thème se retrouve aussi chez des peuples non slaves d'URSS (Bachkirs, Tatars…). Le deuxième récit est contaminé par le conte-type AT 403 (La fiancée blanche et la fiancée noire), qui apparaît dans le Mahabharata indien, dans le Pentamerone de Basile etc. Une autre version intitulée La Fille-lynx (Дѣвушка-рысь (Děvuška-rys’)), recueillie par A.M. Smirnov dans le gouvernement de Vologda, a été publiée en 1917. Il existe aussi dans le folklore slave un personnage à un seul œil, Likho, qui personnifie la Malchance.
On retrouve encore dans le folklore japonais des références à des onis (démons) ayant trois yeux ou un seul.